# Абдыкеримова, Сатин
Сатин Абдыкеримова (13 октября 1919, с. Бешек, Таласская область, Киргизская ССР — 20 февраля 1988) — советская киргизская поэтесса, член Союза писателей СССР (с 1946 года).

## Краткая биография
Сатин Абдыкеримова родилась в 1919 году в селе Бейшеке Таласской области Киргизской ССР, в семье крестьянина-бедняка. Абдыкеримова — колхозница, грамоте она обучилась в ликбезе. Первые её стихотворения появились в печати в 1936 году. В них поэтесса писала о счастливой колхозной жизни молодёжи. В 1966 году избиралась депутатом Бейшекенского сельского Совета депутатов трудящихся.

## Творчество
В 1949 году вышла первая книга поэтический произведений Абдыкеримовой. В 1952 году Киргизским государственным издательством был выпущен второй сборник стихотворений поэтессы, а в 1956 году — третий. Сатин Абдыкеримова посвящала свои стихи изображению колхозного труда, жизни киргизских женщин-тружениц села.

### на киргизском языке
- Абдыкеримова С. Ырлар (Стихи). — Фрунзе: Кыргызмамбас, 1949. — 46 с.
- Абдыкеримова С. Ырлар жыйнагы (Сборник стихов). — Фрунзе: Кыргызмамбас, 1952. — 75 с.
- Абдыкеримова С. Бчпес нур : Ырлар жыйнагы (Негасимый луч). — Фрунзе: Кыргызмамбас, 1956. — 96 с.
- Абдыкеримова С. Айыл ырлары : Ырлар жана поэма (Будни колхозные). — Фрунзе: Кыргызстан, 1964. — 68 с.
- Абдыкеримова С. Алтын куз : Ырлар (Золотая осень). — Фрунзе: Кыргызстан, 1969. — 114 с.
- Абдыкеримова С. Тан шооласы : Ырлар (Заря). — Фрунзе: Кыргызстан, 1977. — 50 с.
- Абдыкеримова С. ТОмур издери : Ырлар жана поэмалар (Следы жизни). — Фрунзе: Кыргызстан, 1979. — 176 с.

### на русском языке
- Абдыкеримова С. Стихи. — Фрунзе: Киргизгосиздат, 1958. — 62 с.
- Абдыкеримова С. Милый край : Стихи. — Фрунзе: Мектеп, 1970. — 63 с.